# Parc Natural de Xera-Sot de Xera
El Parc Natural de Xera-Sot de Xera és un espai natural situat en els municipis valencians de Xera i Sot de Xera, a les comarques dels Serrans i la Plana d'Utiel. Posseïx uns rellevants valors mediambientals, paisatgístics i culturals, a més de ser la seu del primer parc geològic del País Valencià, el Parc Geològic de Xera. Es tracta d'una zona d'enormes fractures, que han dut a desplaçaments de l'escorça terrestre de fins a 600 metres i han fet aflorar una gran diversitat d'estrats. Conté, a més, l'embassament de Buseo, que s'alimenta de les aigües del riu Reatillo.

## Accessos
Les localitats de referència són Sot de Xera a l'est i Xera a l'oest. L'accés al Parc Natural des de la població de Sot de Xera es realitza per la pista d'Ademús (CV-35) en direcció a Llíria, passant per Casinos i arribant fins a l'encreuament amb la CV-395 (Requena-El Villar) fins a arribar a Sot de Xera i després a Xera. L'accés per la població de Xera es realitza per Requena des de la A-3, en direcció a Xera per la CV-395, passant per Xera i arribant fins a Sot de Xera.